# Université agrotechnologique de Riazan

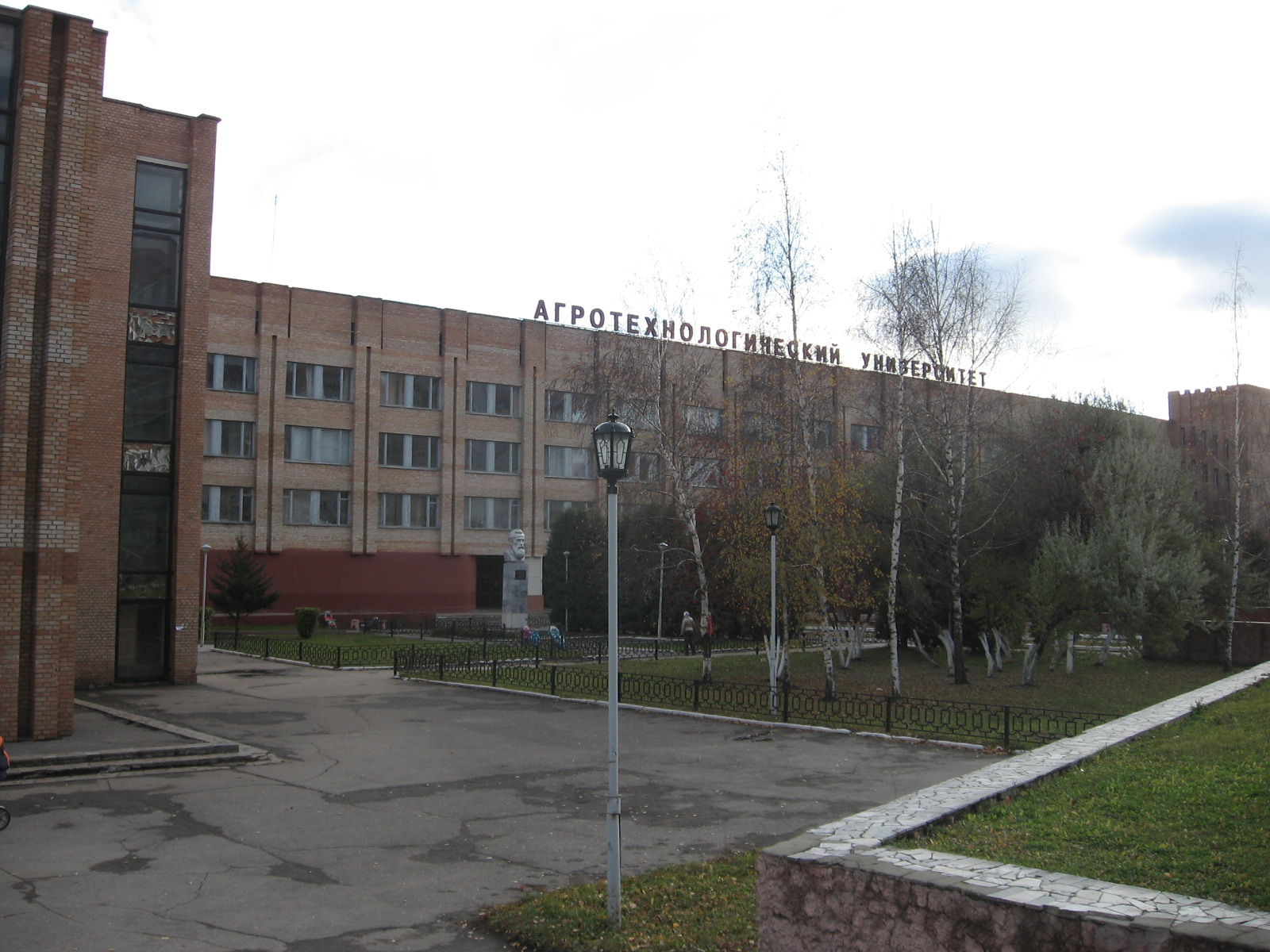
Locaux de l'université.

L'université agrotechnologique d'État de Riazan (Рязанский государственный агротехнологический университет имени П. А. Костычева) est un établissement d'enseignement supérieur agricole situé à Riazan en Russie. Elle porte le nom de l'agronome Pavel Kostytchev (1845-1895). C'est l'une des quatre universités de la ville de Riazan.

## Histoire
L'université est fondée en 1949 pour former des spécialistes en agriculture pour l'oblast de Riazan ; elle s'appelle d'abord institut agricole de Riazan, puis de 1995 à 2006 académie agricole d'État de Riazan, avant de prendre son nom actuel en l'honneur de Pavel Kostytchev, natif de la région. Aujourd'hui c'est l'un des établissements d'enseignement supérieur agricole les plus importants de la fédération de Russie. Elle dispose de cinq bâtiments, de six foyers d'étudiants, d'une bibliothèque de 600 000 ouvrages, d'un dispensaire, d'un camp sportif et de remise en forme appelé Laskovo, d'un complexe sportif possédant un stade et cinq salles de sport, et d'une maison de la culture étudiante.
L'université prépare au doctorat de troisième cycle et au doctorat d'État. En conformité avec les accords de Bologne, elle propose un système d'enseignement en deux cycles,. 

## Facultés
- Routes et automécanique (prépare des spécialistes dans le domaine de la mécanique de transport et de la construction urbaine)
- Médecine vétérinaire et biotechnologie
- Ingénierie (prépare des spécialistes en technique et électro-énergétique agricoles)
- Technologie (prépare des spécialistes en technologie des produits agroalimentaires, en agronomie et sylviculture)
- Économie et management
- Préparation pré-universitaire et enseignement professionnel moyen

## Source de la traduction
- (ru) Cet article est partiellement ou en totalité issu de l’article de Wikipédia en russe intitulé « Рязанский государственный агротехнологический университет имени П. А. Костычева » (voir la liste des auteurs).